# Епархия Ондживы
Епархия Ондживы (лат. Dioecesis Ondiivanus) — епархия Римско-Католической церкви с центром в городе Онджива, Ангола. Епархия Ондживы входит в митрополию Лубанго. Кафедральным собором епархии Ондживы является церковь Пресвятой Девы Марии.

## История
10 августа 1975 года Римский папа Павел VI издал буллу «Quoniam apprime», которой учредил епархию Перейры-де-Эсы, выделив её из епархий Са-да-Бандейры (сегодня — архиепархия Лубанго) и Нового Лиссабона. В этот же день епархия Перейры-де-Эсы вошла в митрополию Луанды.
3 февраля 1977 года епархия Перейры-де-Эсы вошла в митрополию Лубанго.
16 мая 1979 года епархия Перейры-де-Эсы была переименована в епархию Ондживы.

## Ординарии епархии
- Sede Vacante (1975—1988)
  - епископ Eurico Dias Nogueira (10.08.1975 — 3.02.1977) — апостольский администратор; назначен архиепископом Браги (Португалия);
  - кардинал Алешандри ду Нашсименту (3.02.1977 — 16.02.1986) — апостольский администратор; назначен архиепископом Луанды;
  - священник Fernando Guimarães Kevanu (16.02.1986 — 30.01.1988) — апостольский администратор; назначен епископом Ондживы;
- епископ Fernando Guimarães Kevanu (30.01.1988 — 23.11.2011);
- епископ Pio Hipunyati (23.11.2011 — по настоящее время).

## Источник
- Annuario Pontificio, Libreria Editrice Vaticana, Città del Vaticano, 2003, ISBN 88-209-7422-3
- Булла Quoniam apprime, AAS 67 (1975), стр. 563  (лат.)